# 姜呂尚

姜呂尚（1999年6月15日—），為韓國歌手、舞者，KQ娛樂旗下男子團體ATEEZ的成員。2018年10月24日出道，在隊內擔任門面及副唱。
2021年3月起擔任韓國 SMS M 所屬音樂電視節目THE SHOW MC（主持人），至2024年3月結束主持工作，為該節目歷年任期最久的MC。

## 生涯

### 出道前
到KQ娛樂前，曾與友榮為Big Hit娛樂（現HYBE）練習生，後來呂尚離開Big Hit娛樂，到KQ娛樂當練習生。

### ATEEZ出道
2018年10月24日，ATEEZ發行迷你專輯《TREASURE EP.1 : All To Zero》，同日舉行《ATEEZ Debut Showcase》正式出道。

## 外部連結
- 姜呂尚的Instagram帳戶